# オールナイトロング3 最終章
『オールナイトロング3 最終章』（オールナイトロングスリー さいしゅうしょう）は、1996年にリリースされた、大映製作のビデオ映画。 

## 概要
過激な残虐描写により映倫が審査を拒否した問題作と謳われたバイオレンス映画『オールナイトロング』のシリーズ第3作。暴力シーン以外に、異常犯罪の1つ"ゴミ漁り"にもスポットを当てている（ゴミ漁り指導は村崎百郎が担当）。
大映シリーズ3部作の完結篇となる本作では、角松かのり（現在は声優・柚木涼香）や田口トモロヲといった歴代シリーズの出演者が名を連ねる。
2022年現在、VHSソフトは自主規制版と成人指定版の2バージョンがあるが、日本国内でのDVD版・Blu-ray版はリリースされていない。

## ストーリー
沢田菊雄はラブホテルでアルバイトする大学生。趣味は食虫植物の栽培である。ある日、菊雄はひとみが捨てたゴミ袋を盗み、ひとみの生活を覗き見することが楽しみになる。そんな菊雄の前に、「ダスト・ハンター」（＝スカベンジャー）を自称する男・川崎（元革命闘争戦士）が現れる。彼に誘われて家に行ってみると、そこにはゴミの持ち主たちの個人情報を無数にまとめたファイルがあった。菊雄もひとみのゴミから、ひとみの個人情報を収集し始める。
ある日菊雄の友人らがゴミ捨て場で女子高生をレイプし、傷を負わせて逃亡。菊雄は女子高生を自分の家に連れ帰り、身体検査をして彼女の個人情報を作る。それが済むと彼女を殺しバラバラにし、捨てようとゴミ捨て場に行く。するとそこで川崎と会い、焼却した方がいいとアドバイスされる。菊雄はさらに川崎を殺害し、彼から拳銃を盗む。
ひとみが菊雄の働くラブホテルに男とやってくる。ひとみに異常な愛情を抱いていた菊雄はショックを受け、彼女の勤め先のスーパーに行く。そこには彼女はいなかったが、菊雄は彼女の同僚をむごたらしく虐殺する……。

## キャスト
沢田菊雄
演 - 北川悠仁
ラブホテルでアルバイトをしている大学生。ただし大学から除籍勧告を受けている状態。趣味は、自宅で食虫植物を育てることとゴミ捨て場に女性が捨てたゴミ漁り。人とのコミュニケーションが苦手でいつもボソボソ喋る。異常な性的好奇心が強くサディズムな感情が芽生え、ゴミ漁りと共にその行動がエスカレートしていく。

### 菊雄と関わる主な人物
野村ひとみ
演 - 角松かのり
偶然菊雄が拾ったゴミから身元を知られた女性。普段はスーパーでレジ係として働く。菊雄とは、店員と客として数回会っているだけだが一方的に好意を持たれる。（しかし、終盤で菊雄と対面した際は「あなたの事なんて何も知らない」と発言しているため本人は覚えていなかった模様）終盤に二枚目の男性客と菊雄のバイト先のホテルに訪れたことで、菊雄のバイト先の関係者に拉致されてしまう。
川崎
演 - 田口トモロヲ
ダストハンター。見るからに怪しげな人物であるが、過去に革命運動に参加し、世の中を変えようとしていたが、変えられないばかりか仲間を殺害してしまった事に虚しさを感じている。廃墟となった建物の一室に自身が集めた、女性たちが出したゴミやそこから得た個人情報や下着などをファイリングしている。菊雄と出会いその後の彼のゴミ漁り行為に影響を与える。バラバラに殺害した香織を処理しようといていた菊雄に焼却して処理することを提案するが、菊雄にスコップで撲殺され香織の遺体と共に燃やされた。
橘香織
演 - 西谷有可
女子高生。友達と二人で菊雄のバイト先のラブホで援交相手の金を窃盗する。逃げる時に学生証を落としたことからそれを拾ったアザの男たちに呼び出されて暴行される。その後意識を失った所を菊雄に監禁され、ファイリングの対象となる。その後の監禁によって体の一部が壊死していくなどの飼い殺しともいえる状態に陥り、最後は菊雄に「触るな。ごみ」と発言したことで、菊雄の逆鱗に触れ殺害される。その後、浴室でバラバラに解体され川崎と共に焼却された。

### 菊雄のバイト先の関係者
アザの男
演 - 川又秀樹
菊雄のバイト仲間。比較的端正な顔立ちであるが右頬にアザがある。街でさやかに出会い色々と命令して玩具にする。また顔にアザがあることも影響してモテないことを理由に二枚目の男を妬む。
青いジャージの男
演 - 細川充
菊雄のバイト仲間。本人によるとベッドメイクの時に落ちてる陰毛を男と女のどちらのものか区別がつくとのこと。偶然出会った香織の弱みに付け込みレイプする。
としちゃん
演 - へらちょんぺ
菊雄のバイト仲間。社長の甥らしくコネで雇われている。知的障碍者であるのかいつもヘラヘラ笑っていて仕事中も不真面目な態度を取っている。大きな栗の木の下でが好きで時々歌っている。
ラブホの女性清掃員
演 - 芹明香
菊雄のバイト先の中年女性。バイト先の若者たちに勤務について注意するが、個室の外の壁にある換気口から男女の行為を覗くのが趣味。菊雄を「菊ちゃん」と呼び慕う。
ラブホの経営者
演 - 石井光三
菊雄のバイト先の社長。青いジャージの男について「変態を通り越して職人だ」などと感心している。またラブホテル業を「永久不滅の娯楽産業」とそれなりに繁盛していることを喜ぶ。

### その他の人物
二枚目の男性客
演 - 松井満   ※ 数年に渡り同姓同名の元プロ野球選手の項目との誤ったリンクが為されていたが全くの別人である。
菊雄のバイト先のラブホの常連客。毎回違う女性とラブホに訪れて行為を楽しむ。青いジャージの男から「ソツのない二枚目」と評されている。終盤に野村ひとみと菊雄のバイト先のホテルに訪れるが、菊雄のバイト先の関係者に目を付けられ、野村ひとみと共に拉致されてしまい、嬲られた末に辱めを受けてしまう。
さやか
演 - 阿久津奈央
左足に大きな傷痕がある高校生。放課後は女子高生3人組からいじめを受けている。またアザの男からは、玩具扱いを受け「生まれついてのマゾ」と評される(真偽は不明)。
女子高生3人組
演 - 三崎千香、川奈由依、田中陽子
具体的な関係は不明だが香織とは別の高校に通っており、3人でさやかをいじめている。また3人でひとみと同じスーパーでバイトしている。陰で店長の悪口を言ったりタバコを吸ったり素行が悪い。しかし、最期はバイト先に乗り込んできた菊雄によって3人共々銃で射殺される。

### その他
演 - 佐々木優、林由美香、前園花鈴

## スタッフ
- 監督：松村克弥
- 脚本：南木顕生、松村克弥
- 撮影監督：鈴木繁雄
- 音楽：内橋和久
- 製作・受審：大映